# Supersortits
Supersortits (títol en anglès: Superbad) és una pel·lícula estatunidenca dirigida per Greg Mottola, estrenada l'any 2007. Explica la història entre dos amics que acaben l'educació secundària, interpretats per Jonah Hill i Michael Cera. La pel·lícula es va doblar al català.

## Argument
Tres nois que són amics des de la infància decideixen buscar noves aventures abans de la seva separació per la marxa a diferents universitats. Durant aquest nou trajecte s'han d'enfrontar a situacions còmiques pròpies de la vida d'un adolescent, com per exemple els problemes relacionats amb l'amor, el sexe, l'ús i l'abús de l'alcohol, l'escola, etc.

## Repartiment
| Intpèrpret               | Personatge                        | Veu en català         |
| ------------------------ | --------------------------------- | --------------------- |
| Jonah Hill               | Seth                              | Albert Trifol Segarra |
| Michael Cera             | Evan                              | Ian Lleonart          |
| Christopher Mintz-Plasse | Fogell (també anomenat «McLovin») | Lluís Jutglar         |
| Bill Hader               | oficial Slater                    | Eduard Doncos         |
| Seth Rogen               | oficial Michaels                  | Mark Ullod            |
| Martha MacIsaac          | Becca                             | desconeguda           |
| Emma Stone               | Jules                             | desconeguda           |
| Aviva Farber             | Nicola                            | desconeguda           |
| Joe Lo Truglio           | Francis                           | Joan Gibert           |
| Kevin Corrigan           | Mark                              | Marcel Navarro        |

## Premis i nominacions

### Premis
- 2008: Millor guió, Canadian Comedy Award

### Nominacions
- 2007: Millor comèdia, Premis Empire
- 2008: Millor pel·lícula, Premis MTV Movie
- 2008: Millor actuació còmica, Premis MTV Movie